# Naxos (label)
Pour les articles homonymes, voir Naxos (homonymie).
Naxos Records, ou simplement Naxos, est un label indépendant chinois de jazz et musique classique. Le label est spécialisé dans la musique et les livres audio,. Il publie également du jazz, des musiques chinoises, des musiques du monde et du rock 'n' roll.

## Histoire
La société est fondée en 1987 par Klaus Heymann, résident de Hong Kong d'origine allemande. Elle est à l'origine connue pour ses prix abordables. Dans les années 1980, Naxos enregistre principalement avec des orchestres symphoniques d'Europe centrale, souvent avec des chefs d’orchestre moins connus afin de diminuer les coûts d’enregistrement et de maintenir ses prix.
Par la suite, Naxos a bénéficié de l’expiration des droits d'auteurs sur des enregistrements de studio d'autres sociétés et a remastérisé des disques phonographiques. Les exemples incluent les enregistrements complets de grands chanteurs d'opéra tels que Enrico Caruso, Amelita Galli-Curci et Titta Ruffo ainsi que des enregistrements de premières datant de 1934 tels que l'opéra Merry Mount de Howard Hanson. Cependant, les restrictions légales empêchent certains de ces enregistrements d’être vendus aux États-Unis.
Naxos enregistre également des œuvres de compositeurs contemporains, y compris Leonardo Balada, Bechara El-Khoury, Laurent Petitgirard et Alla Pavlova. Le label étend ses activités et inclut le jazz, les musiques du monde, et des livres sur des sujets musicaux. La bibliothèque Parole parlée de Naxos contient des produits non-musicaux, tels que des livres audio et des pièces radiophoniques.
Depuis les années 1990, Naxos enregistre avec des orchestres britanniques et américains, tels que l'orchestre symphonique de Bournemouth, l'orchestre symphonique de Seattle, de Buffalo et de Milwaukee.
La société produit des CD-DVD audio et des disques Blu-ray. En 2003, elle lance un service d'abonnement payant pour l'écoute sur Internet qui offre l’accès à son catalogue complet et à la bibliothèque musicale Naxos. En 2015, elle lance un service de téléchargement et de streaming en haute définition. Naxos évite généralement la duplication de répertoire. Grâce à cela, son répertoire classique s’est élargi pour inclure des œuvres peu connues, comme les symphonies de Nikolaï Miaskovski, la musique classique contemporaine, et les œuvres de compositeurs tels Alexandre Glazounov ou Louis Spohr. Elle produit également des séries limitées, telles que la série American Classics, Canadian Classics, Musique classique japonaise, Musique judéo-américaine, Musique d’orchestres à vent, Musique de film et Musiques anciennes, dont beaucoup sont des premières.

## Distribution
Naxos est l'un des labels classiques indépendants les plus vendus. Il est également l'un des plus grands distributeurs de labels classiques indépendants. Depuis 2009, la société Naxos distribue des disques Blu-ray, une radio en streaming et des podcasts. La société permet aux abonnés de certaines bibliothèques publiques et aux écoles de musique l’accès en streaming gratuit à ses collections classiques et jazz. Comme beaucoup de labels indépendants, Naxos crée son propre réseau de distribution en alternative aux réseaux préexistants. Naxos connaît un tel succès que d'autres labels indépendants souhaitent en bénéficier. Naxos Global Logistics, établi à Poing, près de Munich, est fondé en 2008 pour élargir l'éventail de services offerts aux labels qu'il distribue, y compris la fabrication, la commercialisation et les licences.
En 2005, Naxos remporte le « label de l'année » chez Classic FM et Gramophone Awards.

## Coffrets classiques
Quelques coffrets d'œuvres complètes, avec les noms des chefs d'orchestre
- Œuvres ou pièces pour orchestre
  - William Alwyn (David Lloyd-Jones)
  - Samuel Barber (Marin Alsop)
  - Claude Debussy (Jun Märkl)
  - Alexandre Glazounov
  - Charles Ives (James Sinclair)
  - Witold Lutosławski (Antoni Wit)
  - Joaquín Rodrigo
  - Arnold Schönberg (Robert Craft)
  - Johann Strauss II (orchestres divers)
  - Josef Strauss
  - Igor Stravinsky (Robert Craft)
  - Karol Szymanowski (Karol Stryja et Antoni Wit)
  - Edgard Varèse (Christopher Lyndon-Gee)
  - Anton Webern (Robert Craft)

- Toutes les symphonies 
  - Hugo Alfvén  (Niklas Willén)
  - Malcolm Arnold (Andrew Penny)
  - Mili Balakirev  (Igor Golowschin)
  - Arnold Bax (David Lloyd-Jones)
  - Ludwig van Beethoven (Béla Drahos)
  - Leonard Bernstein (Leonard Slatkin)
  - Franz Berwald (Okko Kamu)
  - Johannes Brahms (Alexander Rahbari et Marin Alsop)
  - Anton Bruckner (Georg Tintner)
  - Antonín Dvořák (Stephen Gunzenhauser)
  - Joseph Haydn  (Barry Wordsworth, Nicholas Ward, Béla Drahos, Patrick Gallois, Helmut Müller-Brühl, Kevin Mallon)
  - Gustav Mahler  (Antoni Wit et Michael Halasz)
  - Bohuslav Martinů (Arthur Fagen)
  - Felix Mendelssohn  (Reinhard Seifried)
  - Wolfgang Amadeus Mozart (Nicholas Ward et Barry Wordsworth)
  - Carl Nielsen (Adrian Leaper et Michael Schønwandt)
  - Krzysztof Penderecki (Antoni Wit)
  - Sergueï Prokofiev (Theodore Kuchar)
  - Sergueï Rachmaninov  (Alexander Anissimow)
  - Nikolaï Rimski-Korsakov (André Anichanow)
  - Anton Rubinstein  (Robert Stankovsky et Stephen Gunzenhauser)
  - Franz Schubert  (Michael Halasz)
  - William Schuman (Gerard Schwarz)
  - Robert Schumann (Antoni Wit)
  - Dmitri Chostakovitch (Ladislav Slovák)
  - Jean Sibelius (Adrian Leaper et Petri Sakari)
  - Piotr Ilitch Tchaïkovski  (Adrian Leaper et Antoni Wit)
  - Ralph Vaughan Williams (Kees Bakels et Paul Daniel)

- Répertoire pour clavier de : Johannes Brahms, Frédéric Chopin, Franz Liszt, Sergueï Rachmaninov
- Répertoire de musique vocale : Franz Schubert, Robert Schumann, Intégrale Enrico Caruso